# Roschtschinski (Samara)
Roschtschinski (russisch Ро́щинский) ist eine Siedlung städtischen Typs in der Oblast Samara (Russland) mit 11.920 Einwohnern (Stand 14. Oktober 2010).

## Geographie
Die Siedlung liegt etwa 30 km südwestlich des Oblastverwaltungszentrums Samara sowie des linken Ufers der Wolga. 
Roschtschinski gehört zum Rajons Wolschski, dessen Verwaltungszentrum ebenfalls Samara ist. Es ist Sitz und einzige Ortschaft der gleichnamigen Stadtgemeinde (gorodskoje posselenije).

## Geschichte
Der Ort wurde 1932 unter dem Namen Tschernoretschje gegründet. 1933 entstand dort eine Garnison der Roten Armee. In den 1960er- und 1970er-Jahren kamen weitere Einheiten hinzu. Als nach der Wiedervereinigung Deutschlands die Truppen der Gruppe der Sowjetischen Streitkräfte in Deutschland (GSSD) von dort abgezogen wurden, entstanden unter finanzieller Beteiligung der Bundesrepublik an mehreren Orten Russlands neue Siedlungen für die Militärangehörigen, so auch in Tschernoretschje. 1993 wurde der Ort in diesem Zusammenhang in Roschtschinski (von russisch roschtscha für Hain) umbenannt und erhielt den Status einer Siedlung städtischen Typs.

### Bevölkerungsentwicklung
| Jahr | Einwohner |
| ---- | --------- |
| 2002 | 12.878    |
| 2010 | 11.920    |

Anmerkung: Volkszählungsdaten

## Verkehr
Gut 3 km südwestlich von Roschtschinski führt die Zweigstrecke Samara – Orenburg der föderalen Fernstraße M5 Ural Moskau – Tscheljabinsk vorbei.